# Copa do Mundo CONIFA de 2016
A Copa do Mundo ConIFA de 2016 foi a segunda edição da Copa do Mundo ConIFA, um torneio internacional de futebol para os estados, minorias, povos sem estado e regiões não afiliados à FIFA, organizado pela ConIFA. O torneio foi disputado na região da Abecásia, com os jogos realizados nas cidades de Sucumi e Gagra, na Geórgia.

## Sede
Após a Copa Europeia ConIFA de 2015, em que as equipes da Abecásia e da Ossétia do Sul tiveram os vistos recusados pelo governo húngaro, a ConIFA anunciou que tinha entregue fortes objeções ao que eles viam como interferência politica. Como consequência, em julho de 2015, o Comitê Executivo votou por unanimidade e escolheu Abecásia como sede para a Copa do Mundo ConIFA em Sucumi e Gagra.
| Sucumi                       | Gagra                        |
| ---------------------------- | ---------------------------- |
| Estádio Dinamo               | Estádio Daur Akhvlediani     |
|                              |                              |
| 43° 00′ 18″ N, 41° 00′ 52″ L | 43° 17′ 10″ N, 40° 15′ 38″ L |
| Capacidade: 4,300            | Capacidade: 1,500            |
| Sucumi Gagra                 |                              |

## Qualificação

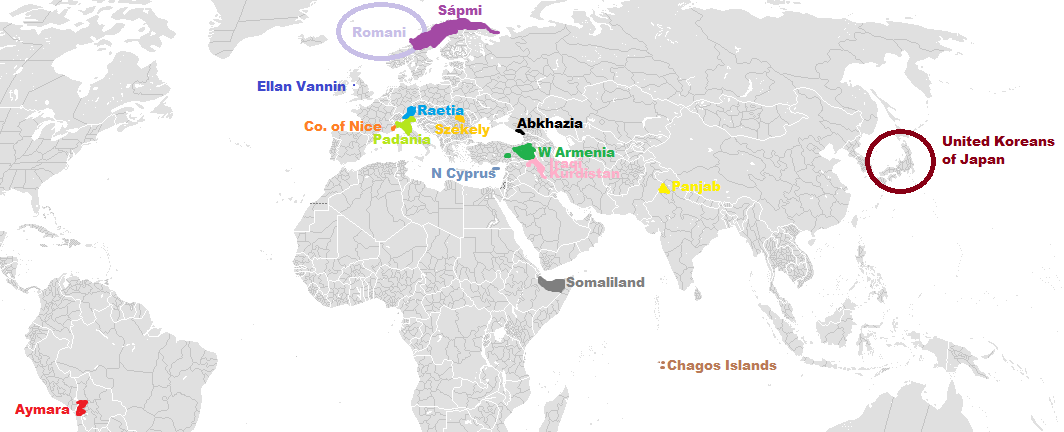
Mapa do mundo parcial mostrando as seleções que participaram da Copa do Mundo ConIFA de 2016. O mapa mostra ainda as equipes de Panjabe e Chagos que foram formadas principalmente por membros da diáspora que moram na Inglaterra.

A Copa do Mundo de Futebol de 2016 foi o primeiro torneio da ConIFA a ter torneios qualificatórios, uma vez que os competidores do torneio anterior e da Copa Europeia ConIFA de 2015 foram convidados. O processo de qualificação foi concebido em torno de vários torneios diferentes; Inicialmente, a ConIFA anunciou que as três melhores equipes da Copa Europeia de Futebol de 2015 ganhariam qualificação automática para a Copa do Mundo de Futebol de 2016. Após esta decisão, a ConIFA anunciou que sancionaria uma série de torneios amistosos com seus membros como parte da qualificação, sendo o primeiro deles a Niamh Challenge Cup, um torneio de quatro equipes organizado por Ellan Vannin. Um outro torneio, a Copa Benedikt Fontana também foi planejado para ser hospedado pela Récia. Os vencedores desses torneios ganhariam qualificação para a Copa do Mundo de Futebol.
Além dos anfitriões e das equipes que conseguiram entrar no torneio por meio do processo de qualificação, a ConIFA convidou a equipe que representa o povo Aimará para se tornar o primeiro lado sul-americano a participar.

### Equipes qualificadas
| Equipe                | Continente     | Método de classificação                      | Data de classificação | Aparição anterior | Melhor desempenho anterior | Notas |
| --------------------- | -------------- | -------------------------------------------- | --------------------- | ----------------- | -------------------------- | --- |
| Aimarás               | América do Sul | Convidada pela ConIFA                        | 13 de maio de 2015    | Estreante         | N/A                        | Retirou-se da competição posteriormente                                                                      |
| Ellan Vannin          | Europa         | Campeão da Niamh Challenge Cup               | 31 de maio de 2015    | 2014              | Vice-campeã (2014)         | Retirou-se da competição posteriormente                                                                      |
| Padânia               | Europa         | Campeã da Copa Europeia ConIFA de 2015       | 21 de junho de 2015   | 2014              | Quinto lugar (2014)        | Expulsa da competição após a qualificação; posteriormente convidada após a desistência da equipe dos Ciganos |
| Condado de Nice       | Europa         | Vice-campeão da Copa Europeia ConIFA de 2015 | 21 de junho de 2015   | 2014              | Campeão (2014)             | Retirou-se da competição posteriormente                                                                      |
| Abecásia              | Europa         | País-sede                                    | 7 de julho de 2015    | 2014              | Oitavo lugar (2014)        | |
| Récia                 | Europa         | Campeão da Copa Benedikt Fontana             | 6 de setembro de 2015 | Estreante         | N/A                        | |
| Somalilândia          | África         | Selecionada pela ConIFA                      | 9 de janeiro de 2016  | Estreante         | N/A                        | |
| Arquipélago de Chagos | Ásia           | Selecionado pela ConIFA                      | 9 de janeiro de 2016  | Estreante         | N/A                        | |
| Curdistão             | Ásia           | Selecionado pela ConIFA                      | 9 de janeiro de 2016  | 2014              | Sexto lugar (2014)         | |
| Panjabe               | Ásia           | Selecionado pela ConIFA                      | 9 de janeiro de 2016  | Estreante         | N/A                        | |
| Coreanos no Japão     | Ásia           | Selecionado pela ConIFA                      | 9 de janeiro de 2016  | Estreante         | N/A                        | |
| Chipre do Norte       | Europa         | Selecionado pela ConIFA                      | 9 de janeiro de 2016  | Estreante         | N/A                        | |
| Ciganos               | Europa         | Selecionado pela ConIFA                      | 9 de janeiro de 2016  | Estreante         | N/A                        | Retirou-se da competição posteriormente                                                                      |
| Lapônia               | Europa         | Selecionada pela ConIFA                      | 9 de janeiro de 2016  | 2014              | Décimo lugar (2014)        | |
| Armênia Ocidental     | Europa         | Selecionada pela ConIFA                      | 9 de janeiro de 2016  | Estreante         | N/A                        | |
| País Sículo           | Europa         | Selecionado pela ConIFA                      | 2 de março de 2016    | Estreante         | N/A                        | |

### Sorteio
Doze seleções irão participar da competição e serão dividias em três potes para quatro grupos, o sorteio foi feito pelo presidente da ConIFA Per-Anders Blind em Lula no dia 1 de Abril de 2016
| Pote 1                                             | Pote 2                                                    | Pote 3                                                         |
| -------------------------------------------------- | --------------------------------------------------------- | -------------------------------------------------------------- |
| - Abecásia - Curdistão - Chipre do Norte - Panjabe | - Ciganos - Lapônia - Arquipélago de Chagos - País Sículo | - Somalilândia - Armênia Ocidental - Coreanos no Japão - Récia |

### Desistências
Em dezembro de 2015, seguindo o conselho do Foreign and Commonwealth Office do Reino Unido sobre questões de segurança relacionadas à viagem à Abecásia, a Manx Independent Football Alliance anunciou que a seleção de Ellan Vannin iria se retirar da Copa do Mundo, e em vez disso participaria da Europeada de 2016 na Itália.  Posteriormente, tanto a equipe dos Aimarás como o Condado de Nice também se retiraram.
Em março de 2016 a ConIFA anunciou que a Padânia foi excluída da competição devido a irregularidades processuais e seria substituída pelo País Sículo.
Em maio de 2016 faltando três semanas para o inicio da competição a ConIFA anunciou que a seleção dos Ciganos foi forçada a deixar a competição por não conseguir os documentos para a viagem a Abecásia, A Padânia que tinha sido excluída da competição foi convidada a substituir a seleção dos Ciganos que não conseguiu o visto para viajar a Abecásia.

## Tabela

### Fase de grupos
| Legenda | Legenda                                                 |
| ------- | ------------------------------------------------------- |
|         | Equipes classificadas as quartas de final               |
|         | Equipe que disputara os play-offs do 9º ao 12º colocado |

#### Grupo A
| Equipe                | Pts. | J | V | E | D | GM | GS | SG  |
| --------------------- | ---- | - | - | - | - | -- | -- | --- |
| Abecásia              | 6    | 2 | 2 | 0 | 0 | 10 | 0  | 10  |
| Armênia Ocidental     | 3    | 2 | 1 | 0 | 1 | 12 | 1  | 11  |
| Arquipélago de Chagos | 0    | 2 | 0 | 0 | 2 | 0  | 21 | -21 |

| 29 de maio de 2016 | Abecásia | 9 - 0 | Arquipélago de Chagos | Dinamo Stadium, Sucumi |
| 20:00 UTC+4        | Dmitri Kortava 17' · Vladimir Argun 20' · Dmitri Akhba 34' · Albert Prus 39', 42' · Ruslan Shoniya 47', 57' · Astamur Tarba 49' · Victor Pimpia 90' |       |                       |                        |

| 30 de maio de 2016 | Arquipélago de Chagos | 0 - 12 | Armênia Ocidental | Dinamo Stadium, Sucumi |
| 20:00 UTC+4        |                       |        | David Ghandilyan 3', 20', 30', 34', 45', 53' · Tamaz Avolian 55' · Armen Kapikiyan 58', 81' · Ruslan Trapizoyan 64' · Vahagn Militosyan 69' · Hiraç Yagan 73' |                        |

| 31 de maio de 2016 | Abecásia          | 1 - 0 | Armênia Ocidental | Dinamo Stadium, Sucumi |
| 20:00 UTC+4        | Dmitri Kortava 9' |       |                   |                        |

#### Grupo B
| Equipe            | Pts. | J | V | E | D | GM | GS | SG |
| ----------------- | ---- | - | - | - | - | -- | -- | -- |
| Curdistão         | 6    | 2 | 2 | 0 | 0 | 6  | 0  | 6  |
| Coreanos no Japão | 3    | 2 | 1 | 0 | 1 | 1  | 3  | -2 |
| País Sículo       | 0    | 2 | 0 | 0 | 2 | 0  | 4  | -4 |

| 29 de maio de 2016 | Curdistão                                               | 3 - 0 | País Sículo | Dinamo Stadium, Sucumi |
| 15:00 UTC+4        | Farhang Wriya 34' · Harhan Shakor 55' · Hunar Ahmed 73' |       |             |                        |

| 30 de maio de 2016 | Coreanos no Japão | 1 - 0 | País Sículo | Dinamo Stadium, Sucumi |
| 15:00 UTC+4        | Lee Son-Chon 60'  |       |             |                        |

| 31 de maio de 2016 | Coreanos no Japão | 0 - 3 | Curdistão                                                   | Dinamo Stadium, Sucumi |
| 15:00 UTC+4        |                   |       | Diyar Rahman 27' · Miran Khesro 45' (pen) · Hunar Ahmad 73' |                        |

#### Grupo C
| Equipe          | Pts. | J | V | E | D | GM | GS | SG  |
| --------------- | ---- | - | - | - | - | -- | -- | --- |
| Chipre do Norte | 6    | 2 | 2 | 0 | 0 | 9  | 1  | 8   |
| Padânia         | 3    | 2 | 1 | 0 | 1 | 7  | 2  | 5   |
| Récia           | 0    | 2 | 0 | 0 | 2 | 0  | 13 | -13 |

| 30 de maio de 2016 | Padânia              | 1 - 2 | Chipre do Norte                 | Daur Akhvlediani Stadium, Gagra |
| 11:00 UTC+4        | Matteo Prandelli 48' |       | Ünal Kaya 62' · Halil Turan 67' |                                 |

| 29 de maio de 2016 | Récia | 0 - 6 | Padânia                                                                       | Daur Akhvlediani Stadium, Gagra |
| 11:00 UTC+4        |       |       | Matteo Prandelli 23', 35', 54', 61' · Nicolo Mercorillo 21' · Andrea Rota 80' |                                 |

| 31 de maio de 2016 | Chipre do Norte                                                                                 | 7 - 0 | Récia | Daur Akhvlediani Stadium, Gagra |
| 11:00 UTC+4        | Esin Sonay 5', 13', 48' · Tansel Ekingen 60' · Hüseyin Sadiklar 73' · Halil Turan 81' (Pen) 87' |       |       |                                 |

#### Grupo D
| Equipe       | Pts. | J | V | E | D | GM | GS | SG  |
| ------------ | ---- | - | - | - | - | -- | -- | --- |
| Panjabe      | 6    | 2 | 2 | 0 | 0 | 6  | 0  | 6   |
| Lapônia      | 3    | 2 | 1 | 0 | 1 | 5  | 1  | 4   |
| Somalilândia | 0    | 2 | 0 | 0 | 2 | 0  | 10 | -10 |

| 29 de maio de 2016 | Lapônia | 5 - 0 | Somalilândia | Daur Akhvlediani Stadium, Gagra |
| 15:00 UTC+4        | Lars Iver Strand 15' · Jarkko Lahdenmäkl 50' · Jon Steinar Eriksen 60' · Stein Arne Mannsverk 70' · Hans Åge Yndestad 80' |       |              |                                 |

| 30 de maio de 2016 | Lapônia | 0 - 1 | Panjabe         | Daur Akhvlediani Stadium, Gagra |
| 15:00 UTC+4        |         |       | Gurjit Singh 8' |                                 |

| 31 de maio de 2016 | Somalilândia | 0 - 5 | Panjabe                                                           | Daur Akhvlediani Stadium, Gagra |
| 15:00 UTC+4        |              |       | Amar Purewal 30', 67', 80' · Arjun Purewal 38' · Gurjit Singh 74' |                                 |

### Fase Final
|  | Quartas de final    | Quartas de final    |                     |                 | Semifinais     | Semifinais     |  |  | Final               | Final |
|  |                     |                     |                     |                 |                |                |  |  |                     |       |
|  | 1 de Junho – Sucumi |                     |                     |                 |                |                |  |  |                     |       |
|  |                     |                     |                     |                 |                |                |  |  |                     |       |
|  | Coreanos no Japão   | 1 (2)               |                     |                 |                |                |  |  |                     |       |
|  | Coreanos no Japão   | 1 (2)               | 4 de Junho – Sucumi |                 |                |                |  |  |                     |       |
|  | Chipre do Norte     | 1 (4)               |                     |                 |                |                |  |  |                     |       |
|  | Chipre do Norte     | 1 (4)               | Chipre do Norte     | 0               |                |                |  |  |                     |       |
|  | 1 de Junho – Sucumi |                     | Chipre do Norte     | 0               |                |                |  |  |                     |       |
|  |                     | Abecásia            | 2                   |                 |                |                |  |  |                     |       |
|  | Abecásia            | Abecásia            | 2                   | 2               |                |                |  |  |                     |       |
|  | Abecásia            |                     | 5 de Junho – Sucumi | 2               |                |                |  |  |                     |       |
|  | Lapônia             | 0                   |                     |                 |                |                |  |  |                     |       |
|  | Lapônia             | 0                   | Abecásia            | 1 (6)           |                |                |  |  |                     |       |
|  | 2 de Junho – Sucumi |                     | Abecásia            | 1 (6)           |                |                |  |  |                     |       |
|  |                     | Panjabe             | 1 (5)               |                 |                |                |  |  |                     |       |
|  | Curdistão           | Panjabe             | 1 (5)               | 2 (6)           |                |                |  |  |                     |       |
|  | Curdistão           | 4 de Junho – Sucumi |                     | 2 (6)           |                |                |  |  |                     |       |
|  | Padânia             | 2 (7)               |                     |                 |                |                |  |  |                     |       |
|  | Padânia             | 2 (7)               | Padânia             | 0               | Terceiro lugar | Terceiro lugar |  |  |                     |       |
|  | 2 de Junho – Sucumi |                     | Padânia             | 0               | Terceiro lugar | Terceiro lugar |  |  |                     |       |
|  |                     | Panjabe             | 1                   |                 |                |                |  |  |                     |       |
|  | Armênia Ocidental   | Panjabe             | 1                   | 2               | Padânia        | 0              |  |  |                     |       |
|  | Armênia Ocidental   |                     |                     | 2               | Padânia        | 0              |  |  |                     |       |
|  | Panjabe             | 3                   |                     | Chipre do Norte | 2              |                |  |  |                     |       |
|  | Panjabe             | 3                   |                     |                 | 2              |                |  |  |                     |       |
|  |                     |                     |                     |                 |                |                |  |  | 5 de Junho – Sucumi |       |
|  |                     |                     |                     |                 |                |                |  |  |                     |       |

Nota: em negrito os times classificados em cada fase.

#### Quartas de Final
| 1 de junho de 2016 | Coreanos no Japão | 1 - 1 | Chipre do Norte | Dinamo Stadium, Sucumi |
| 15:00 UTC+4        | On Song-Tae 53'   |       | Ünal Kaya 30'   |                        |

|                                                   |       | Penalidades                                      |  |
| Kim Kwang-Woo On Song-Tae Kim Su-Yong An Suug-Tae | 2 - 4 | Esin Sonay Halil Turan Ünal Kaya Ibrahim Çidamli |  |

| 1 de junho de 2016 | Abecásia                      | 2 - 0 | Lapônia | Dinamo Stadium, Sucumi |
| 20:00 UTC+4        | Dmitri Kortava 35', 73' (pen) |       |         |                        |

| 2 de junho de 2016 | Curdistão                                       | 2 - 2 | Padânia                              | Dinamo Stadium, Sucumi |
| 15:00 UTC+4        | Matteo Prandelli 22' · Jassim Mohammed Haji 24' |       | Luca Ferri 13' · Marco Garavelli 77' |                        |

|                                                                                           |       | Penalidades |  |
| Kosrat Baiz Kamaran Ali Khalid Mushir Diyar Rahman Farhan Shakor Hunar Ahmad Miran Khesro | 6 - 7 | Matteo Prandelli Marco Garavelli Alex Mazzocca Luca Mosti Luca Ferri Stefano Tignonsini Gianluca Rolandone Antonio Pizzolla |  |

| 2 de junho de 2016 | Armênia Ocidental                   | 2 - 3 | Panjabe                 | Dinamo Stadium, Sucumi |
| 20:00 UTC+4        | Tamaz Avolian 67' · Massis Kaya 79' |       | Amar Purewal 2' 36' 44' |                        |

#### Semifinais
| 4 de junho de 2016 | Chipre do Norte | 0 - 2 | Abecásia                            | Dinamo Stadium, Sucumi |
| 15:00 UTC+4        |                 |       | Levan Logua 9' · Ruslan Shoniya 69' |                        |

| 4 de junho de 2016 | Padânia | 0 - 1 | Panjabe           | Dinamo Stadium, Sucumi |
| 20:00 UTC+4        |         |       | Omar Rio Riaz 76' |                        |

#### Decisão do 3° Lugar
| 5 de junho de 2016 | Padânia | 0 - 2 | Chipre do Norte                      | Dinamo Stadium, Sucumi |
| 15:00 UTC+4        |         |       | Halil Turan 50' · Tansel Ekingen 79' |                        |

#### Final
| 5 de junho de 2016 | Abecásia           | 1 - 1 | Panjabe          | Dinamo Stadium, Sucumi |
| 20:00 UTC+4        | Ruslan Shoniya 88' |       | Amar Purewal 57' |                        |

| |       | Penalidades                                                                                                |  |
| Anri Khagba Anri Khagush Dmitriy Akhba Tarash Hagba Ruslan Shoniya Alan Khugaev Shabat Logua Vladimir Argun | 7 - 6 | Amar Purewal Radjpal Virk Terlochan Singh Karum Shanker Jhai Dhillon Aran Basi Amarvir Sandhu Aaron Minhas |  |

### Fases de colocação
| Primeira Fase         | Primeira Fase       | Segunda Fase          | Segunda Fase       |                       | Classificação | Classificação |
| --------------------- | ------------------- | --------------------- | ------------------ | --------------------- | ------------- | ------------- |
| 2 de Junho – Gagra    | 2 de Junho – Gagra  | 3 de Junho – Gagra    | 3 de Junho – Gagra | Lapônia               | 5º lugar      |               |
| Arquipélago de Chagos | 2                   | Arquipélago de Chagos | 3 (2)              | Armênia Ocidental     | 6º lugar      |               |
| Somalilândia          | 3                   | Récia                 | 3 (3)              | Coreanos no Japão     | 7º lugar      |               |
| 2 de Junho – Gagra    | 2 de Junho – Gagra  | 3 de Junho - Gagra    | 3 de Junho - Gagra | Curdistão             | 8º lugar      |               |
| País Sículo           | 7                   | Somalilândia          | 3                  | País Sículo           | 9º lugar      |               |
| Récia                 | 0                   | País Sículo           | 10                 | Somalilândia          | 10º lugar     |               |
| 3 de Junho - Sucumi   | 3 de Junho - Sucumi | 4 de Junho - Gagra    | 4 de Junho - Gagra | Récia                 | 11º lugar     |               |
| Coreanos no Japão     | 1                   | Coreanos no Japão     | 1 (4)              | Arquipélago de Chagos | 12º lugar     |               |
| Lapônia               | 2                   | Curdistão             | 1 (2)              |                       |               |               |
| 3 de Junho - Sucumi   | 3 de Junho - Sucumi | 4 de Junho - Gagra    | 4 de Junho - Gagra |                       |               |               |
| Curdistão             | 0 (5)               | Lapônia               | 3                  |                       |               |               |
| Armênia Ocidental     | 0 (6)               | Armênia Ocidental     | 0                  |                       |               |               |

#### Primeira Fase
| 2 de junho de 2016 | Arquipélago de Chagos     | 2 - 3 | Somalilândia       | Daur Akhvlediani Stadium, Gagra |
| 11:00 UTC+4        | Gol marcado · Gol marcado |       | · Moebarik Mohamed |                                 |

| 2 de junho de 2016 | País Sículo                 | 7 - 0 | Récia | Daur Akhvlediani Stadium, Gagra |
| 15:00 UTC+4        | 14' (Pen) · 33' · 90' (Pen) |       |       |                                 |

| 3 de junho de 2016 | Coreanos no Japão | 1 - 2 | Lapônia                                | Dinamo Stadium, Sucumi |
| 15:00 UTC+4        | Su Yong Kim 2'    |       | 9' (pen) · Jørgen Nilsen Jerijärvi 63' |                        |

| 3 de junho de 2016 | Curdistão | 0 - 0 | Armênia Ocidental | Dinamo Stadium, Sucumi |
| 20:00 UTC+4        |           |       |                   |                        |

|                                                                                           |       | Penalidades                                                                               |  |
| Miran Khesro Farhan Shakor Hunar Ahmad Farhang Wriya Diyar Rahman Aras Mustafa Znar Faizi | 5 - 6 | Hiraç Yagan Raffi Kaya Tamaz Avolian Loris Berberian Jules Tepelian Herant Yagan Denis Oz |  |

#### Segunda Fase
| 3 de junho de 2016 | Arquipélago de Chagos                   | 3 - 3 | Récia                                   | Daur Akhvlediani Stadium, Gagra |
| 11:00 UTC+4        | Gol marcado · Gol marcado · Gol marcado |       | Gol marcado · Gol marcado · Gol marcado |                                 |

|                                       |       | Penalidades                                       |  |
| Convertido · Convertido · Erro · Erro | 2 - 4 | Convertido · Convertido · Convertido · Convertido |  |

| 3 de junho de 2016 | Somalilândia                            | 3 - 10 | País Sículo | Daur Akhvlediani Stadium, Gagra |
| 15:00 UTC+4        | Gol marcado · Gol marcado · Gol marcado |        | Gol marcado · Gol marcado · Gol marcado · Gol marcado · Gol marcado · Gol marcado · Gol marcado · Gol marcado · Gol marcado · Gol marcado |                                 |

| 4 de junho de 2016 | Coreanos no Japão | 1 - 1 | Curdistão | Daur Akhvlediani Stadium, Gagra |
| 11:00 UTC+4        | An Suug-Tae 90+5' |       | 80'       |                                 |

|                                                |       | Penalidades                           |  |
| Kim Su-Yong An Suug-Tae Kim Kwang-Woo Huo Yang | 4 - 2 | Erro · Convertido · Convertido · Erro |  |

| 4 de junho de 2016 | Lapônia   | 3 - 0 | Armênia Ocidental | Daur Akhvlediani Stadium, Gagra |
| 15:00 UTC+4        | 33' · 85' |       |                   |                                 |

## Artilharia
7 Gols
| - Amar Purewal |

6 Gols
| - David Ghandilyan |

5 Gols
| - Dmitri Kortava - Matteo Prandelli |

4 Gols
| - Ruslan Shoniya - Halil Turan |

3 Gols
| - Esin Sonay |

2 Gols
| - Albert Prus - Tamaz Avolian - Armen Kapikiyan - Tansel Ekingen - Ünal Kaya - Hunar Ahmed - Gurjit Singh |

1 Gol
| - Dmitri Akhba - Vladimir Argun - Levan Logua - Victor Pimpia - Astamur Tarba - Massis Kaya - Ruslan Trapizoyan - Vahagn Militosyan - Hiraç Yagan - Hüseyin Sadiklar - Lee Son Chon - Song Tae On - Kim Su-Yong - An Suug-Tae - Farhang Wriya - Harhan Shakor - Diyar Rahman - Miran Khesro - Jassim Mohammed Haji - Lars Iver Strand - Jarkko Lahdenmäkl - Jon Steiner Eriksen - Stein Arne Mannsverk - Hans Age Yndestad - Jørgen Nilsen Jerijärvi - Nicolo Mercorillo - Andrea Rota - Luca Ferri - Marco Caravelli - Arjun Purewal - Omar Rio Riaz - Moebarik Mohamad |

Gol-Contra
| - Matteo Prandelli (a favor do Curdistão) |

## Premiação
| Copa do Mundo ConIFA de 2016 |
| ---------------------------- |
| Abecásia Campeão (1º título) |

## Classificação Final
| Pos | Equipe                | Pts | J | V | E | D | GP | GC | SG  | Ap   |
| --- | --------------------- | --- | - | - | - | - | -- | -- | --- | ---- |
| 1   | Abecásia              | 13  | 5 | 4 | 1 | 0 | 15 | 1  | 14  | 86,7 |
| 2   | Panjabe               | 13  | 5 | 4 | 1 | 0 | 11 | 3  | 8   | 86,7 |
| 3   | Chipre do Norte       | 10  | 5 | 3 | 1 | 1 | 12 | 4  | 8   | 66,7 |
| 4   | Padânia               | 4   | 5 | 1 | 1 | 3 | 9  | 7  | 2   | 26,7 |
| 5   | Lapônia               | 9   | 5 | 3 | 0 | 2 | 10 | 4  | 6   | 60,0 |
| 6   | Armênia Ocidental     | 4   | 5 | 1 | 1 | 3 | 14 | 7  | 7   | 26,7 |
| 7   | Coreanos no Japão     | 5   | 5 | 1 | 2 | 2 | 4  | 7  | -3  | 33,3 |
| 8   | Curdistão             | 9   | 5 | 2 | 3 | 0 | 9  | 3  | 6   | 60,0 |
| 9   | País Sículo           | 6   | 4 | 2 | 0 | 2 | 17 | 7  | 10  | 50,0 |
| 10  | Somalilândia          | 3   | 4 | 1 | 0 | 3 | 6  | 22 | -16 | 25,0 |
| 11  | Récia                 | 1   | 4 | 0 | 1 | 3 | 3  | 22 | -19 | 8,3  |
| 12  | Arquipélago de Chagos | 1   | 4 | 0 | 1 | 3 | 5  | 27 | -22 | 8,3  |